# みやま市立高田中学校
みやま市立高田中学校（みやましりつ たかたちゅうがっこう）は、福岡県みやま市高田町岩津に位置する公立の中学校。通称「高中（たかちゅう）」。

## 概要
歴史
1947年（昭和22年）の学制改革により、新制中学校として発足。2022年（令和4年）に創立75周年を迎えた。
校訓
「自主・自律・協同・奉仕・勤労・愛好」
学校教育目標
「人間尊重の基盤に立ち、自主性と想像力を発揮し、豊かな心と表現力を身に付けた生徒を育成する」
校章
五芒星を背景にして、校名の略称「髙中」の文字（縦書き）を配している。
校歌
作詞は矢ヶ部信次、作曲は古賀政男による。歌詞は4番まであり、各番に校名の「高田中」が登場する。
通学区域
- みやま市立高田小学校

## 沿革
- 1947年（昭和22年）4月1日 - 学制改革（六・三制の実施）により、高田村内の国民学校高等科および青年学校普通科が統合の上、新制中学校「高田村立高田中学校」に改組・改称。高田村立岩田小学校に併設。その後、山門炭鉱岩津工場の土地建物を購入し、新校地に充てる。父母教師会が発足。
- 1948年（昭和23年）- 山門炭鉱岩津工場の建物を改造の上、校舎が完成。運動場を整備。
- 1949年（昭和24年）- 教室を増築。
- 1950年（昭和25年）- 2教室を増築。
- 1951年（昭和26年）- 第3棟西2教室が完成。
- 1952年（昭和27年）- 第1棟2教室が完成。
- 1955年（昭和30年）- 講堂が完成。
- 1956年（昭和31年）- 工作室が完成。
- 1957年（昭和32年）- 高田中学母の会が発足。
- 1958年（昭和33年）- 青少年補導組織「若竹会」を結成。
- 1959年（昭和34年）- 山川村竹飯・海津地区が高田町に編入されたことにより、当該地区生徒が山川村立山川中学校より転入。北第1棟東10教室が完成。
- 1960年（昭和35年）- 北第2棟東8教室が完成。
- 1961年（昭和36年）- 北第2棟西6教室と第2棟西10教室が完成。
- 1962年（昭和37年）- 本館・特別教室が完成。
- 1963年（昭和38年）- プールが完成。
- 1964年（昭和39年）- テニスコートが完成。
- 1965年（昭和40年）- 学校給食を開始。
- 1968年（昭和43年）- 運動場に梅花園・立志碑・希望の庭が完成。
- 1971年（昭和46年）- VTRスタジオが完成。
- 1973年（昭和48年）- 運動場南側を拡張。
- 1980年（昭和55年）- 運動場北側を拡張。
- 1982年（昭和57年）- 運動場の整備を完了。
- 1983年（昭和58年）- 北第1棟を解体。
- 1984年（昭和59年）～1985年（昭和60年）- 4階建て北校舎、3階建て本館などが完成。
- 1993年（平成5年）- 体育館・パソコン室が完成。
- 1997年（平成9年）- 創立50周年記念式典を挙行。
- 2001年（平成13年）4月 - 特殊学級を設置。
- 2004年（平成16年）- グラウンドを整備。
- 2007年（平成19年）1月29日 - 3町合併により、みやま市が発足したため、「みやま市立高田中学校」（現校名）に改称。
- 2008年（平成20年）- プールを改修。
- 2009年（平成21年）- テニスコートを改修。

## 交通アクセス
最寄りの鉄道駅
- JR九州 鹿児島本線 「渡瀬駅」

最寄りのバス停留所
- みやま市コミュニティバス 「高田中学校」停留所

最寄りの幹線道路
- 福岡県道93号大牟田高田線

## 周辺
- みやま市高田体育館
- 旧・みやま市立岩田小学校
- 飯江川

## 参考資料
- 「瀬高町誌」（1974年（昭和49年）6月10日発行, 瀬高町）
- 「みやま市史 通史編 下巻」（2020年（令和2年）3月発行, みやま市）- p.678～p.679
- 「みやま市立小中学校再編計画」 (PDF)  - みやま市ウェブサイト